# Загурова
Загурова (пол. Zagórowa) — село в Польщі, у гміні Тшицьонж Олькуського повіту Малопольського воєводства.
Населення — 311 осіб (2011).
У 1975-1998 роках село належало до Краківського воєводства.

## Демографія
Демографічна структура станом на 31 березня 2011 року:
|          | Загалом | Допрацездатний вік | Працездатний вік | Постпрацездатний вік |
| -------- | ------- | ------------------ | ---------------- | -------------------- |
| Чоловіки | 159     | 27                 | 111              | 21                   |
| Жінки    | 152     | 31                 | 83               | 38                   |
| Разом    | 311     | 58                 | 194              | 59                   |